# Aerocar 2000
Pour les articles homonymes, voir Aerocar.
L'Aerocar 2000 est un projet américain de voiture volante ou d’avion automobile inspiré de la formule Taylor Aerocar.

## Concept
Contrairement au Taylor Aerocar, dont Ed Sweeney possède le dernier exemplaire en état de vol, l’Aerocar 2000 est avant tout une voiture. Il s’agit en effet d’adapter sur un roadster biplace Lotus Elise un ensemble voilure et moteur, ce dernier entraînant une hélice tractive. On obtient ainsi un monoplan à aile haute contreventée à empennages classiques. Contrairement au Taylor Aerocar, le module de vol n’est pas destiné à quitter le terrain d’aviation, la voiture se transformant en avion en reculant sous le module de vol, à laquelle elle est fixée par 6 ferrures. L’emploi d’un moteur de voiture pour assurer la propulsion aérienne permet d’utiliser le même circuit de refroidissement pour les deux modes de propulsion. La commande de dérive est raccordée au volant de la voiture, la commande de gaz raccordée à l’accélérateur et les commandes de vol gérées par un système électronique dit AutoFlight grâce à un manche à balais situé au-dessus du pilote. L’Aerocar 2000 doit donc se piloter comme une voiture et un écran multifonctions couleur remplace le tableau de bord classique de la voiture. Le GPS de la voiture assure les fonctions de navigation en vol.
Ed Sweeney espère pouvoir commercialiser ce module pour la construction amateur.